# Erynnis icelus
Erynnis icelus là một loài bướm ngày thuộc họ Hesperiidae. Nó được tìm thấy ở cực bắc Bắc Mỹ, từ phía đông vùng Northwest Territories băng qua miền nam Canada tới Nova Scotia, phía nam từ miền núi phía tây đến miền nam Arizona và miền nam New Mexico, phía nam từ phía đông đến Arkansas, đông bắc Alabama và miền bắc Georgia.
Sải cánh dài 29–38 mm. 

## Hình ảnh

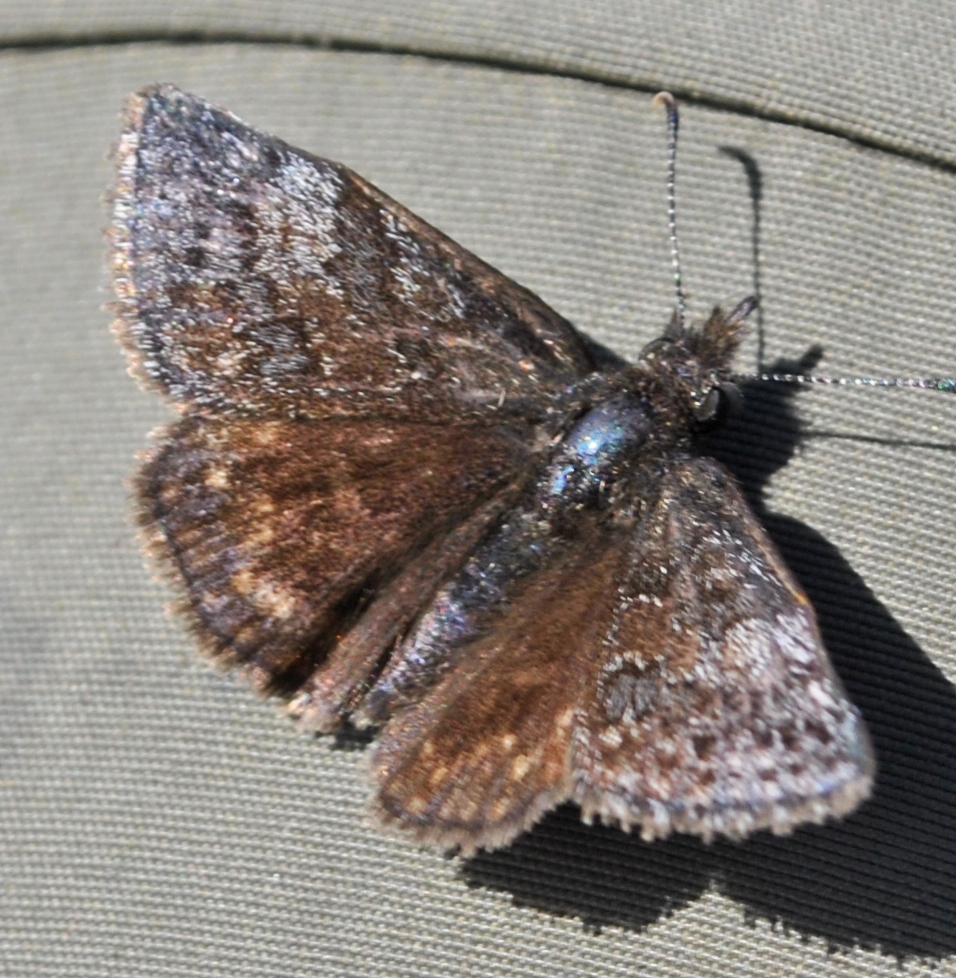